# I Seminole
I Seminole sono stati un gruppo musicale di musica beat e rock melodico che nel corso di tutti gli anni sessanta riuscirono a farsi strada nell'ambiente musicale toscano, proponendo in particolare cover di The Shadows e dei Beatles.

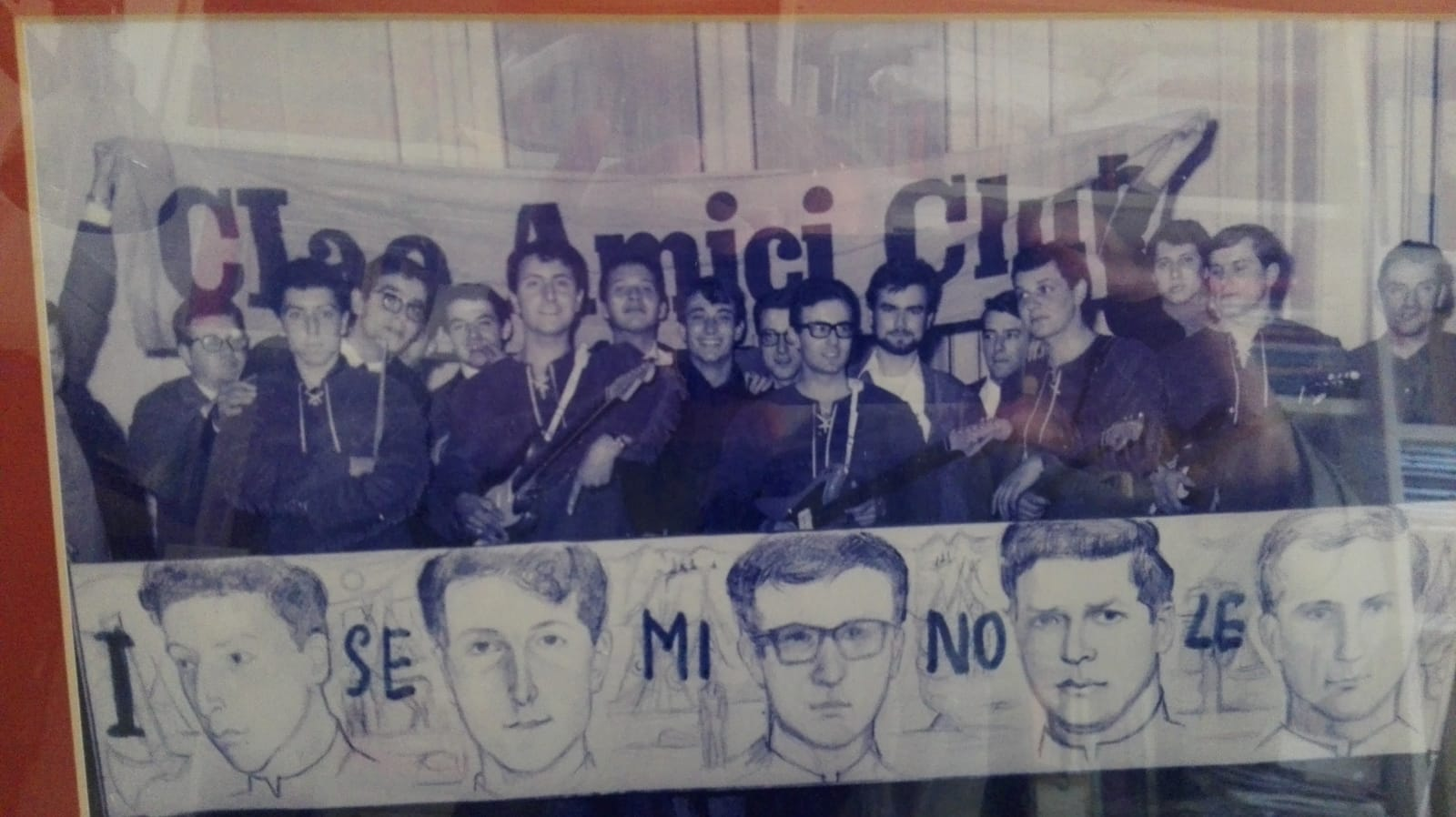
I Seminole e il loro seguito

## Storia del gruppo
La band originaria nasce dall'incontro tra due musicisti pisani, il chitarrista Luigi Antonelli ed il bassista (in precedenza trombettista) Luciano Niccolai: l'ambiente in cui inizia la frequentazione è quella del negozio di strumenti musicali "Gastone Bini" sul Lungarno Mediceo, gestito allora da Rolando Ammannati, complice di questo incontro.
Le due personalità sono diverse, ma complementari: Luigi Antonelli è un solista senza particolari competenze teorico-musicali, istintivo, dotato di un orecchio straordinario, e soprattutto, capace del caratteristico "tocco" del chitarrista Brian Robson Rankin (in arte Hank Marvin, alla cui "accademia" si formeranno personalità come David Gilmour e Mark Knopfler); Luciano Niccolai è invece il più "tecnico" dei due, provenendo da una consolidata esperienza e formazione alla tromba, che lo aveva visto esordire nella Filarmonica Pisana a soli 14 anni come tromba solista, al cospetto di circa 5.000 persone, nella classica cornice di Logge di Banchi a Pisa con il Frà Diavolo e, dopo alcune stagioni come professionista, in diversi altri teatri della Toscana con opere quali Aida, Iris, Turandot, e molte altre, incontrando più volte l'apprezzamento di Franco Corelli e Galliano Masini.
I due giovani suonano spesso, a casa di uno o dell’altro, talvolta anche di notte, formando un duo musicale, ma desiderano dare vita ad un gruppo musicale formato da più componenti: inizialmente e per un breve periodo si assocerà un chitarrista di nome Piero, poi il giovanissimo batterista Loris Lugnani, che in seguito inizierà anche a cantare e che proseguirà la carriera come musicista fino al pensionamento, esibendosi negli anni successivi con altre sue formazioni anche sulle navi da crociera.
Alle loro primissime battute, la formazione comincia a partecipare a concorsi musicali distinguendosi per la capacità, insieme ad altri gruppi, dei quali i più noti erano I Corvi del compianto Carlo Degli Albizi.
Dopo diversi concorsi locali, la band comincia a darsi una configurazione più strutturata e stabile - aggregando un pianista di Avane di nome Sauro Scalsini, con il quale avrà modo di lavorare per un certo numero di stagioni presso l’allora nota balera di Vecchiano, il "Paloma", ancora con il nome di The Candles, letteralmente "Le Candele", dette “moccoli” alla toscana.
In questo periodo entrano nel gruppo il chitarrista e cantante Alberto Senesi e il chitarrista Giacomo Bernini.
Da questo momento il gruppo prenderà il nome di “I Seminole” acquisendo ben presto notorietà non solo a Pisa, dove prende forma il fan club “Gli Amici” che inizierà a seguire il gruppo in tutta la Toscana, dove si esibisce come gruppo di appoggio a vari musicisti: i Nomadi, Augusto Daolio, Gianni Morandi allo Chalet dei Tigli di Lucca, l’Equipe 84.
Per motivi personali e familiari, Luciano Niccolai alla fine del 1969, dopo una esibizione a Bagni di Lucca, decide di ritirarsi, lasciando il suo posto a Franco Vichi. Appena un anno dopo l’altro fondatore, Luigi (Gigi) Antonelli muore tragicamente, lasciando così che il gruppo si destrutturi definitivamente.
In seguito con il subentro di altri componenti che continueranno a portarsi dietro il nome di "I Seminole", il gruppo riprenderà l'attività in maniera più defilata, complice anche l'avvento di nuove tendenze musicali.
Vi transiteranno Massimo Gori, altra chitarra e vocalità "scoperta" da Luciano Niccolai, con il quale aveva già suonato in passato, in un altro gruppo chiamato “The Lover Boys”.
L'ultima configurazione della band è stata: Loris Lugnani (batteria, voce), Alberto Senesi (chitarra elettrica, canto), Franco Vichi (basso elettrico, canto) preso il posto di Luciano Niccolai, Luigi Antonelli (chitarra elettrica) fino alla morte e Giacomo Bernini (chitarra elettrica, canto).

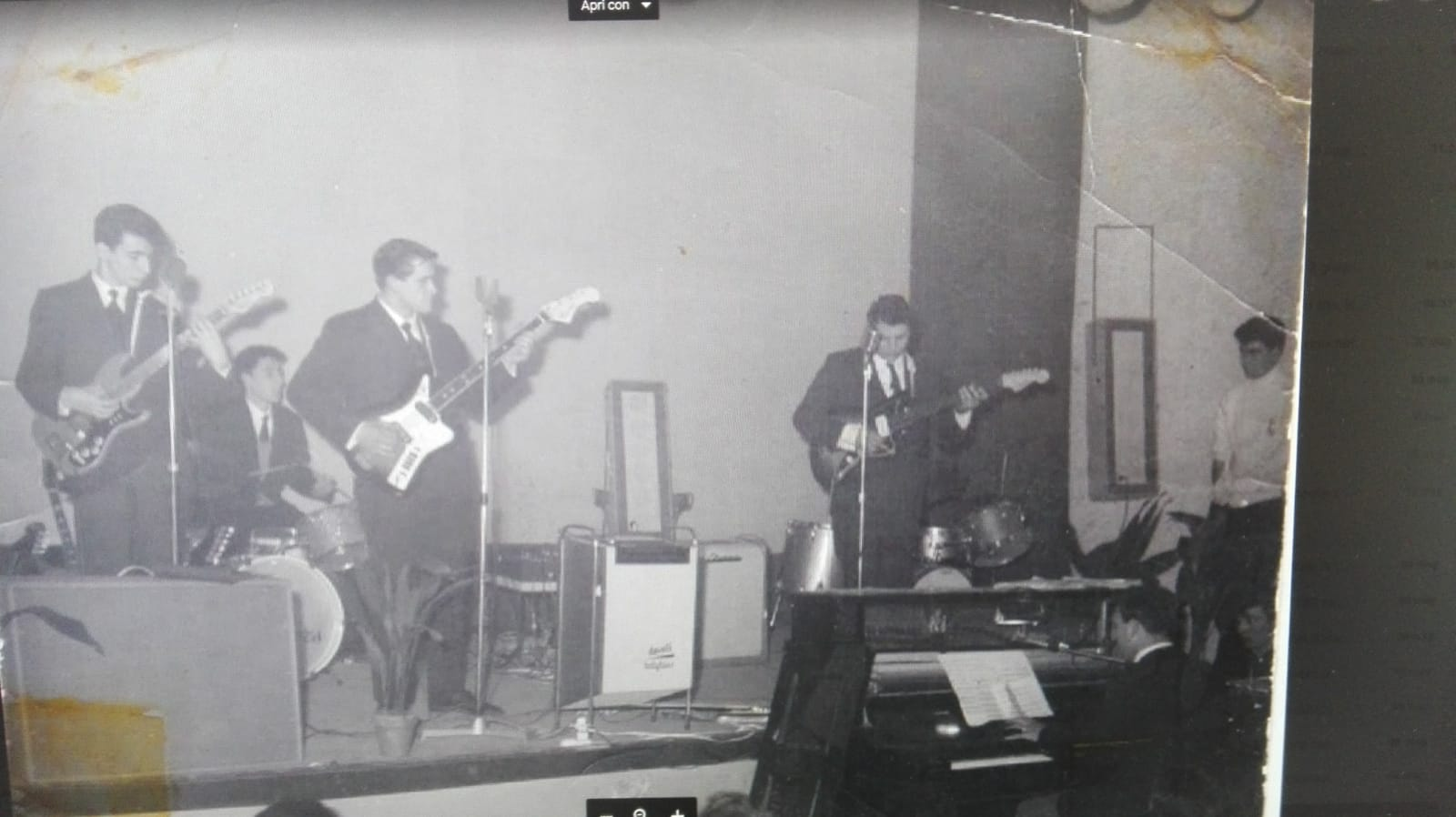
La prima formazione dei Seminole

Sono stati sotto contratto con la Parlophon per la quale hanno inciso - a distanza di poco tempo - due 45 giri dai titoli «Mentre te ne vai» e «Cosa fai, dove vai» il primo, e «Incontro» e «Spegni il sole» il secondo.
La loro canzone più nota è Mentre te ne vai, versione italiana del brano That's the Way It Goes del gruppo musicale britannico The Shadows, che nella parte corale ricalca i dettami del merseybeat sound.

## Curiosità
I figli di Loris Lugnani e di Luciano Niccolai, rispettivamente Christian e Alessio, seguiranno le orme dei padri, divenendo provetto chitarrista il primo e compositore il secondo: quest'ultimo, amante della storia della città di Pisa, è autore della partitura per orchestra sinfonica, coro polifonico, coro di voci bianche a due parti e tenore/soprano solisti dell' Hymnus in Pisas e fondatore dell' Alma Pisarum Choir, ha scritto poi un romanzo fantasy dal titolo Le Piogge del Cònelant.

## Discografia
| Numero di catalogo Parlophon | Anno di pubblicazione | Titolo del singolo                        | Autori del testo      | Autori della musica  |
| ---------------------------- | --------------------- | ----------------------------------------- | --------------------- | -------------------- |
| QMSP 16413                   | 1967                  | Mentre te ne vai/Cosa fai, dove vai       | Gamacchio/Parravicini | Welch, Marvin/Tadini |
| QMSP 16427                   | 1968                  | Incontro/Spengi il sole (accendi la luna) | Cepparello/Cepparello | Tadini/Tadini        |

## Gruppi omonimi
Seminole è un altro gruppo, di noise music del Piemonte, attivo dagli anni 2000.